# Герб Доброполья
Герб Доброполья — официальный символ города Доброполье Донецкой области. Утвержден 24 марта 1999 г.
Автор — Олег Киричок.

## Описание
На лазурном щите над зелёной горой, стоящей на серебряном волнообразном поясе, восходит золотое солнце. На чёрном поясе два золотых молота в косом кресту. Щит увенчан серебряной городской короной с тремя башенками и обрамлен золотыми подсолнухами, колосьями и полевыми цветами, обвитыми красной лентой с названием города.